# کوه سیاه (سبزوار)

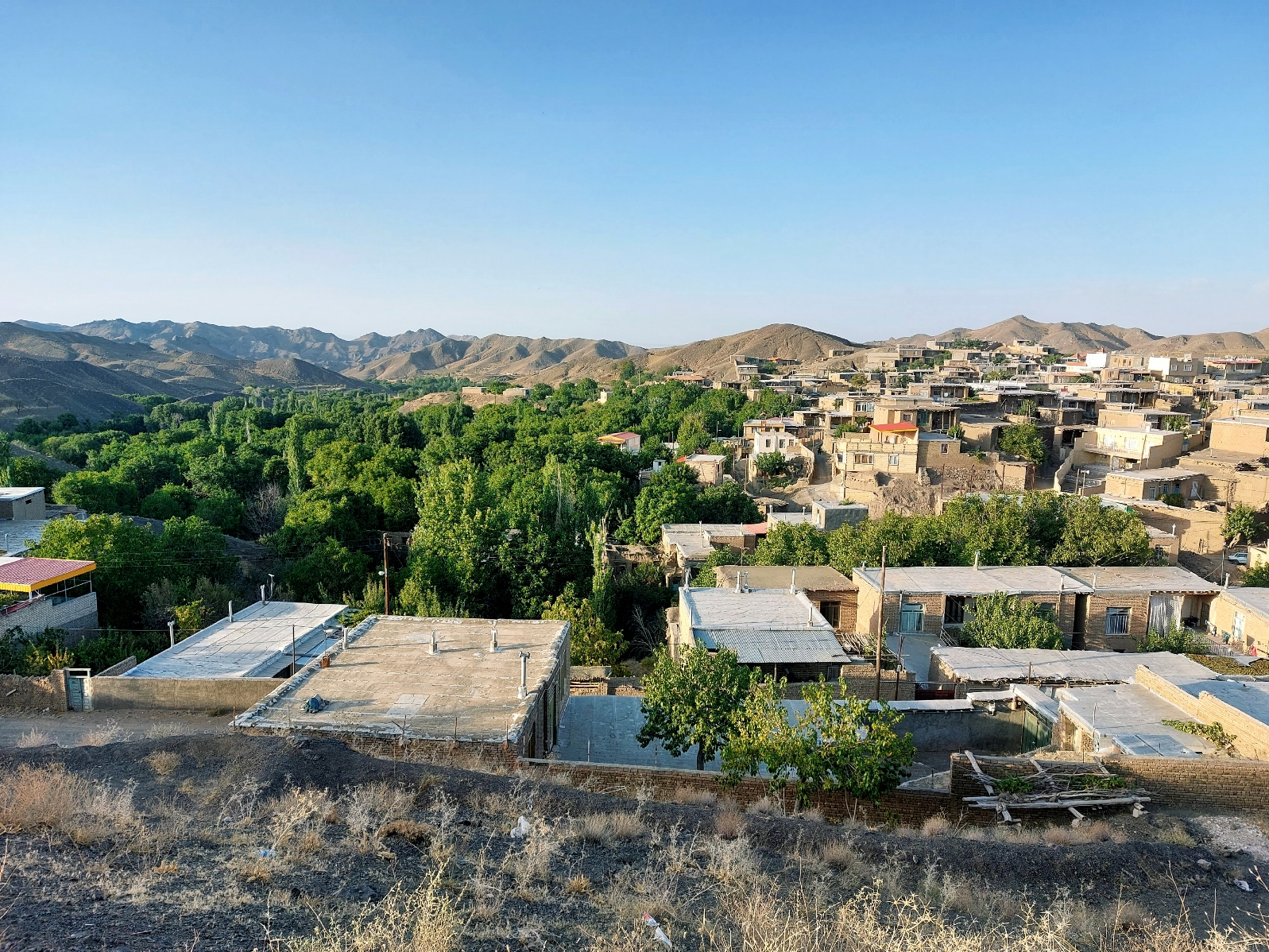
دورنمای روستای ییلاقی افچنگ

کوه سیاه (در گویش سبزواری: سِیَاُو اَفچَنگ) با ارتفاع ۲۱۰۰ متر در ۲۰ کیلومتری شمال سبزوار و در جنوب روستای افچنگ واقع شده است. کوه سیاه در ادامه البرز شرقی و در رشته کوه جغتای قرار دارد. این قله از سمت شمال به روستای افچنگ از سمت جنوب به روستاهای برزو، قز و بینق، از سمت غرب به جاده اسفراین و رودخانه بلاش‌آباد و از سمت شرق به ییلاقات زیرآب و رودگل مشرف است. فرستنده پرقدرت تلویزیونی سربداران بر فراز این قله واقع گردیده و شهرستان‌های غرب استان خراسان رضوی شامل سبزوار، ششتمد، داورزن، خوشاب، جغتای، جوین و روداب و شهرستان‌های جنوبی استان خراسان شمالی شامل اسفراین، بام و صفی‌آباد و جاجرم را پوشش می‌دهد.

## راه دسترسی
صعود از جبهه شمالی قله: ۱-روستای افچنگ: وارد جاده سبزوار-اسفراین می‌شویم از روستاهای کهنه‌آب، کلاته آقا زاده و کلوت ها (تپه‌هایی از جنس خاک رسی) عبور می‌کنیم بلافاصله پس از عبور از کلوت‌ها تابلو قز و افچنگ نمایان می‌باشد. پس از عبور از کلاته هَویزار، روستای قز، منطقه ییلاقی بابا افچنگ و گردنه افچنگ به روستای سرسبز و ییلاقی افچنگ می‌رسیم. جاده از سبزوار تا روستای افچنگ آسفالت می‌باشد. ماشین را در روستا پارک می‌کنیم. وارد جاده فرستنده تلویزیونی سربداران (معروف به دکل افچنگ) می‌شویم پس از طی ۸ کیلومتر پیاده‌روی و کوهنوردی به قله می‌رسیم.
صعود از جبهه جنوبی قله: ۱-روستای برزو: وارد جاده سبزوار-اسفراین می‌شویم از روستاهای کهنه‌آب، کلاته آقا زاده، کلوت ها (تپه‌هایی از جنس خاک رسی)، تقاطع قز و افچنگ و تقاطع روستای کراب عبور می‌کنیم. وارد محدوده کوهستانی می‌شویم در دست راست تابلو روستای برزو نمایان است. وارد روستا می‌شویم. جاده از سبزوار تا روستای برزو آسفالت می‌باشد. به محض ورود به روستا روبه رو کوچه ای با شیب زیاد نمایان می‌باشد کوچه را داخل می‌رویم تا به استخر آب برسیم. از استخر، قله و فرستنده تلویزیونی سربداران نمایان می‌باشد. پس از ۲ تا ۳ ساعت کوهنوردی به قله می‌رسیم.
۲- روستای بینق: وارد جاده سبزوار-اسفراین می‌شویم از روستاهای کهنه‌آب، کلاته آقا زاده، کلوت ها (تپه‌هایی از جنس خاک رسی)، تقاطع قز و افچنگ و تقاطع روستای کراب عبور می‌کنیم دست راست تابلو جاده خاکی بینق نمایان می‌باشد پس از طی ۴ ۵ کیلومتری جاده خاکی به روستا می‌رسیم. از روستا، قله و فرستنده تلویزیونی سربداران نمایان می‌باشد. پس از ۲ تا ۳ ساعت کوهنوردی به قله می‌رسیم.